# Superisligaen 2010/2011
Sezóna 2010/2011 byla 54. sezónou Dánské ligy. Mistrem se stal tým Herning Blue Fox.

## První fáze
| Poř. | Tým                       | Z  | V  | R | P  | VP | PP | Skóre   | +/- | B  |
| ---- | ------------------------- | -- | -- | - | -- | -- | -- | ------- | --- | -- |
| 1.   | SønderjyskE Ishockey      | 39 | 28 | 0 | 5  | 3  | 3  | 142-59  | 83  | 93 |
| 2.   | Herning Blue Fox          | 39 | 27 | 0 | 7  | 3  | 2  | 154-82  | 72  | 89 |
| 3.   | Frederikshavn White Hawks | 39 | 18 | 0 | 13 | 4  | 4  | 129-111 | 18  | 66 |
| 4.   | Aalborg Pirates           | 39 | 14 | 0 | 19 | 4  | 2  | 112-119 | -7  | 52 |
| 5.   | Totempo HvIK              | 39 | 14 | 0 | 17 | 2  | 6  | 101-117 | -16 | 52 |
| 6.   | Rødovre Mighty Bulls      | 39 | 11 | 0 | 21 | 4  | 3  | 86-131  | -45 | 44 |
| 7.   | EfB Ishockey              | 39 | 10 | 0 | 23 | 3  | 3  | 96-141  | -45 | 39 |
| 8.   | Odense Bulldogs           | 39 | 8  | 0 | 25 | 3  | 3  | 86-146  | -60 | 33 |

## Druhá fáze
- Týmy umístěné v první fázi na 1. a 2. místě si přinesly do druhé fáze tříbodový bonus, zatímco týmy na 3. a 4. místě měly 1 bonusový bod.

### Skupina A
| Poř. | Tým                  | Z | V | R | P | VP | PP | Skóre | +/- | B  |
| ---- | -------------------- | - | - | - | - | -- | -- | ----- | --- | -- |
| 1.   | SønderjyskE Ishockey | 4 | 3 | 0 | 1 | 0  | 0  | 12-10 | 2   | 12 |
| 2.   | Rødovre Mighty Bulls | 4 | 2 | 0 | 2 | 0  | 0  | 12-11 | 1   | 6  |
| 3.   | Aalborg Pirates      | 4 | 1 | 0 | 3 | 0  | 0  | 9-12  | -3  | 4  |

### Skupina B
| Poř. | Tým                       | Z | V | R | P | VP | PP | Skóre | +/- | B  |
| ---- | ------------------------- | - | - | - | - | -- | -- | ----- | --- | -- |
| 1.   | Herning Blue Fox          | 4 | 4 | 0 | 0 | 0  | 0  | 22-8  | 14  | 15 |
| 2.   | Frederikshavn White Hawks | 4 | 2 | 0 | 2 | 0  | 0  | 16-20 | -4  | 7  |
| 3.   | Totempo HvIK              | 4 | 0 | 0 | 4 | 0  | 0  | 8-18  | -10 | 0  |

## Play off

### Semifinále
- SønderjyskE Ishockey - Frederikshavn White Hawks 2:4 (1:2, 4:1, 0:2, 2:1, 1:3, 0:3)
- Herning Blue Fox - Rødovre Mighty Bulls 4:1 (3:4, 5:1, 4:0, 1:0, 4:0)

### O 3. místo
Hráno doma - venku.
- SønderjyskE Ishockey - Rødovre Mighty Bulls 2:2 a 2:0

### Finále
- Herning Blue Fox - Frederikshavn White Hawks 4:1 (1:2, 4:3, 3:0, 5:3, 4:3)